# Dětaň

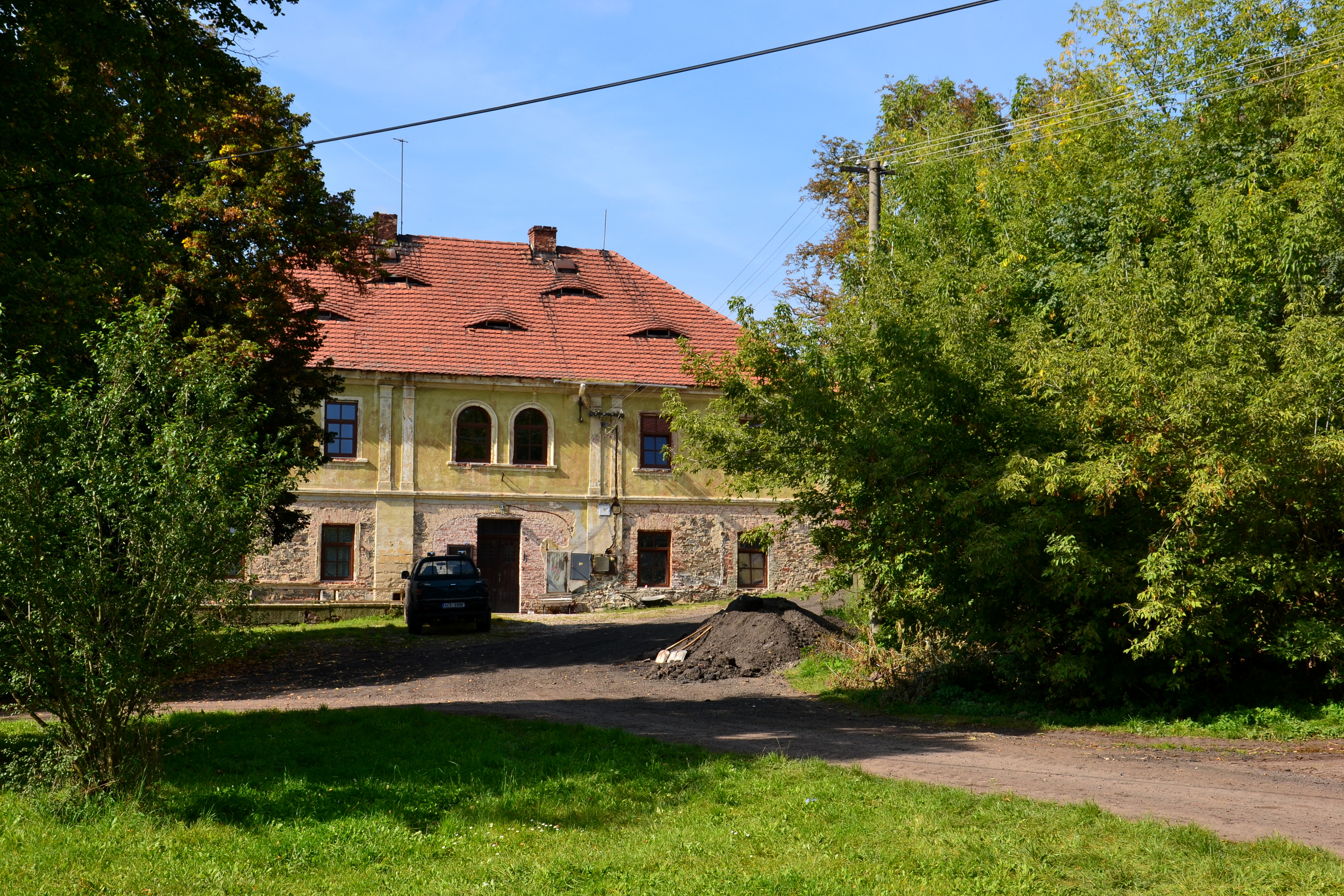
Schlösschen Dětaň

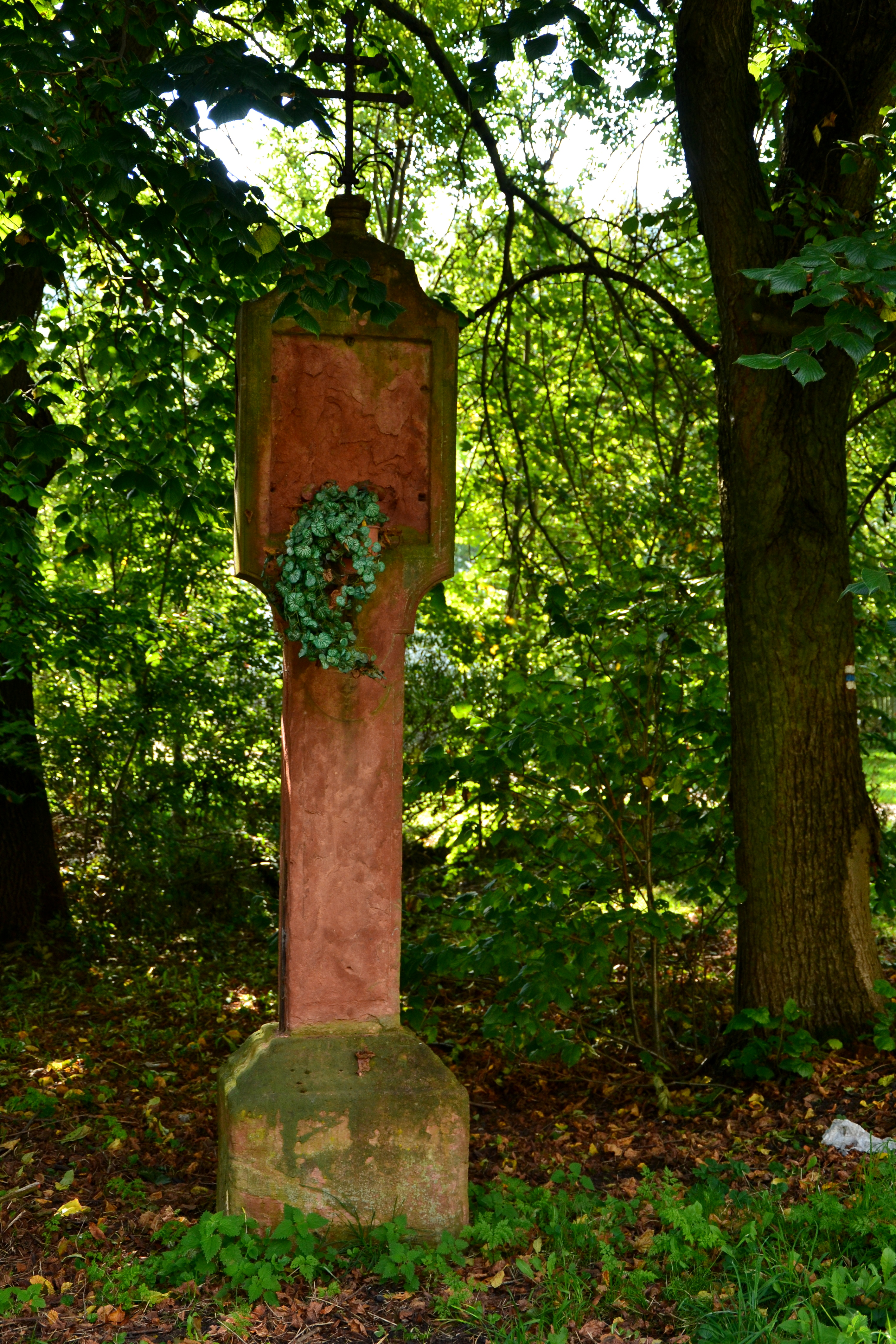
Bildstock

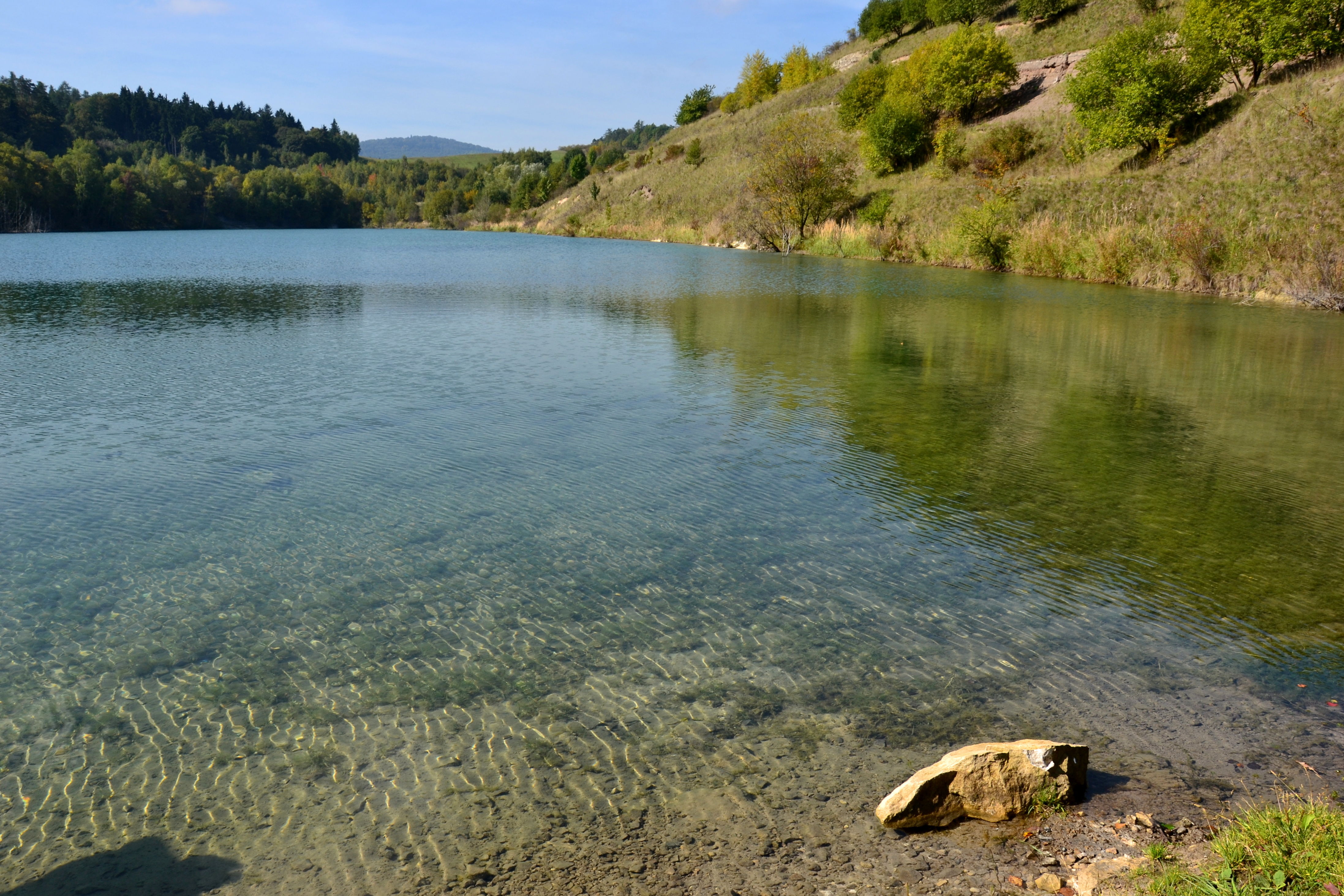
Ehemalige Kaolingrube

Dětaň (deutsch Gödesin) ist ein Ortsteil der Minderstadt Nepomyšl (Pomeisl) in Tschechien. Das Dorf liegt neun Kilometer südwestlich von Podbořany (Podersam) und gehört zum Okres Louny.

## Geographie
Das von Hügeln umgebene Platzdorf Dětaň befindet sich im Südosten des Duppauer Gebirges in einem vom Bach Podhora (Tona)  durchflossenen Talkessel. 
Nördlich erhebt sich der Chlum (539 m n.m.), im Nordosten die Spálená stráň (Abgebrennter Berg; 466 m n.m.) und der Dubový vrch (Eichberg; 475 m n.m.), südöstlich der Kružínský vrch (Kruschinaberg; 536 m n.m.), im Süden der Skytalský vrch (Skytalberg; 552 m n.m.), südwestlich der Gemeindeberg (523 m n.m.), der Šibeniční vrch (Galgenberg; 619 m n.m.) und der Na Spravedlnosti (632 m n.m.), im Westen die Jedliny (Hohe Tanne; 702 m n.m.), die Korunka (577 m n.m.), der Šibeniční vrch (Galgenberg; 675 m n.m.) und die Číhana (Hohe Lauer; 749 m n.m.). Gegen Südwesten liegt der Tagebausee einer Kaolingrube. 
Nachbarorte sind Nepomyšl im Norden, Dvérce (Wärzen) im Nordosten, Kružín (Kruschina) im Osten, Vroutek (Rudig), Vidhostice (Widhostitz),  Lužec (Lust) und Vesce (Wes) im Südosten, Mlýnce (Linz), Dvorek (Gehla), Skytaly (Skytal) und Vrbička (Klein Fürwitz) im Süden, Valeč (Waltsch) und Hlína (Lihna) im Südwesten, Ořkov (Worka) im Westen sowie Nová Ves (Neudorf) und Podbořanský Rohozec (Deutsch Rust) im Nordwesten.

## Geschichte
Die erste urkundliche Erwähnung des Dorfes erfolgte 1401. Dětaň war ursprünglich ein landtäfliches Gut, das später an die Herrschaft Willomitz angeschlossen wurde. 
Die Besitzerin Elisabeth Constatia von Arino, geborene Broyin von Geißelsberg und Fundelstein, löste Dětaň zusammen mit Rohozec 1654 aus der Willomitzer Herrschaft heraus und bildete die Grundherrschaft Rohozec. Zur Wiederbesiedlung der im Dreißigjährigen Krieg verödeten Orte rief sie deutsche Siedler in die Gegend. Nach dem Tode ihres Mannes, Generalquartiermeister Franz Orin von Arino († 1670), heiratete sie in zweiter Ehe den Oberstwachtmeister Karl Ferdinand von Eben und Brunnen († 1709). Alleinerbin wurde dessen älteste Tochter Caroline Justina Antonia, die um 1715 Franz Joseph von Schönkirch heiratete. Die Gräfin von Schönkirch vereinigte ihre Herrschaften Rohozec (später Teutschen-Rust) und Weiten-Trebetitsch; ihren Sitz nahm sie im Schloss Weiten-Trebetitsch. In Gödesin bildete sie aus drei aufgekauften Bauernhöfen einen Meierhof. 1765 vererbte die kinderlose Witwe die Herrschaft ihrem Großneffen Joseph Wonibald von Eben und Brunnen. Dieser brachte seine sämtlichen Güter durch Misswirtschaft zur Überschuldung. Ab 1778 stand die Herrschaft Teutschen-Rust – Weiten-Trebetitsch unter landtäfliger Zwangsverwaltung und wurde 1789 schließlich an Jakob von Wimmer verkauft. Zu dieser Zeit wurde das Dorf als Göttesen bezeichnet. Wimmer veräußerte die Herrschaft 1797 an Ignaz Schreiter, der 1816 mit dem Prädikat Schreitter von Schwarzenfeld in den Ritterstand erhoben wurde. Am 4. März 1843 verkaufte Joseph von Schreitter-Schwarzenfeld die Herrschaft Teutschen-Rust mit den inkorporierten Gütern Weiten-Trebetitsch, Ledau, Godesin und Tscheraditz an Hugo Karl Fürst und Altgraf zu Salm-Reifferscheidt. Die Fürsten Salm-Reifferscheidt übertrugen die Bewirtschaftung dem Gut Podersam. 
Im Jahre 1845 bestand das im Saazer Kreis gelegene Dorf Gödesin bzw. Godesin aus 20 Häusern mit 115 deutschsprachigen Einwohnern. Im Ort gab es einen herrschaftlichen Meierhof und ein rustikales Wirtshaus. Abseits lag eine herrschaftliche Schäferei. Gepfarrt war das Dorf nach Pomeisl. Bis zur Mitte des 19. Jahrhunderts blieb Gödesin der Herrschaft Teutschen-Rust untertänig.
Nach der Aufhebung der Patrimonialherrschaften bildete Gödesin / Dětaň ab 1850 eine Gemeinde im Gerichtsbezirk Podersam. Ab 1868 gehörte Gödesin zum Bezirk Podersam. Im Jahre 1869 bestand das Dorf aus 22 Häusern und hatte 209 Einwohner. Die Bewohner lebten von der Landwirtschaft und dem Obstbau. Die Böden waren fruchtbar, jedoch eigneten sich nur die ebenen Flächen im Tal zum Feldbau; die Hänge waren der Abschwemmung ausgesetzt und die Hochflächen steinig. In den Hügeln gab es Kaolinlager sowie Buntsandstein-, Gips- und Lehmlagerstätten. Wegen des beschwerlichen Schulweges nach Pomeisl wurde am 18. September 1899 in Gödesin eine eigene Dorfschule eröffnet; die Gemeinde hatte dafür das ehemalige Gasthaus (Nr. 3) aufgekauft und umgebaut. Im Jahre 1900 verkauften die Reichsfürsten Salm-Reifferscheidt-Krautheim und Dyck die Gutsherrschaft Teutschen-Rust an das Unternehmen Hielle & Dittrich. Zu Beginn des 20. Jahrhunderts war mit der Aufforstung der kahlen Hügel begonnen worden. Die Verwaltung des Meierhofes ließ ab 1900 auf 7 ha Kirsch- und Weichselbäume anpflanzen. Im Jahre 1900 hatte Gödesin 164 Einwohner, 1910 waren es 159. 
Nach dem Zerfall der Habsburgermonarchie am Ende des Ersten Weltkriegs wurde das Dorf 1918 Teil der neu gebildeten Tschechoslowakei. Beim Zensus von 1921 lebten in den 26 Häusern des Dorfes 169 Personen, darunter 139 Deutsche und 29 Tschechen. 1930 lebten in den 26 Häusern von Gödesin 157 Personen. Nach dem Münchner Abkommen wurde Gödesin im Oktober 1938 dem Deutschen Reich zugeschlagen und gehörte bis 1945 zum Landkreis Podersam. 1939 hatte die Gemeinde 111 Einwohner. Nach dem Ende des Zweiten Weltkrieges kam Dětaň zur wiedererrichteten Tschechoslowakei zurück. Nach der Aussiedlung der meisten deutschen Bewohner wurde Dětaň nur schwach mit Tschechen wiederbesiedelt. Im Jahre 1950 lebten in den 18 Häusern von Dětaň 64 Personen. Bei der Gebietsreform von 1960 erfolgte die Aufhebung des Okres Podbořany, Dětaň wurde Teil des Okres Louny. Im selben Jahr  wurde das Dorf nach Nepomyšl eingemeindet. Beim Zensus von 1991 bestand Dětaň aus 11 Wohnhäusern und hatte 18 Einwohner. 2011 lebten in den vier Häusern des Dorfes sechs Personen.

## Ortsgliederung
Der Ortsteil Dětaň bildet einen Katastralbezirk.

## Sehenswürdigkeiten
- Schlösschen Dětaň, am Dorfplatz
- Bildstock, am Dorfplatz
- Naturreservat Dětaňský Chlum, nördlich des Dorfes auf der Hochfläche des Chlum